# Muzeum Calvet

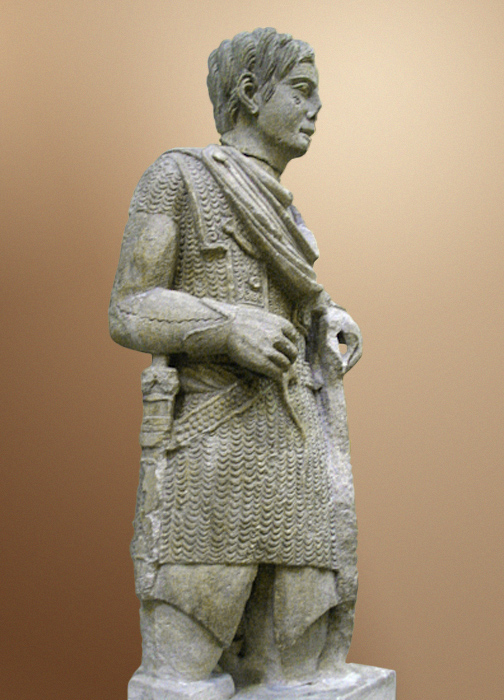
Galský bojovník

Muzeum Calvet, francouzsky Musée Calvet, je francouzské muzeum v Avignonu.

## Historie
Muzeum je pojmenováno po lékaři Espritu Calvetovi, avignonském rodáku, který po sobě zanechal bohatou knihovnu, přírodovědnou sbírku a sbírku starožitností spolu s finančními prostředky na jejich udržování. V jeho snaze o uchování sbírek pokračoval starožitník Marcel Puech.

## Muzeum
Od 80. let 20. století je muzeum rozděleno na dvě části do dvou různých budov:
- muzeum výtvarných umění v Hôtelu de Villeneuve-Martignan z 18. století; uchovává umělecké předměty, sochy a obrazy z období od 16. do 20. století
- lapidárium v bývalé kapli jezuitské koleje s egyptskými, řeckými a římskými artefakty.
- Biretova sbírka uměleckého kovářství

## Konzervátoři muzea
- od 1814 do 1823 : Pierre-Bertrand Dejean
- od 1823 do 1838 : Joseph-Bénézet-Xavier Guérin
- od 1838 do 1840 : Marie-Charles-Jean-Louis-Casimir De Blégier
- od 1841 do 1849 : Dominique-Victor-Hyacinthe Chambaud
- od 1849 do 1851 : Esprit Requien
- od 1852 do 1890 : Augustin Deloye
- od 1890 do 1906 : Léon-Honoré Labande
- od 1906 do 1949 : Joseph Girard
- od 1949 do 1984 : Georges De Loye
- od 1984 do 1991 : Marie-Pierre Foissy-Aufrère
- od 1992 do 1994 : Odile Cavalier
- od 1995 do 2004 : Pierre Provoyeur
- od 2005 : Sylvain Boyer